# هنر زنده دیجیتال
هنر زنده دیجیتال نقطه تلاقی هنر زنده (شکل هنری)، محاسبات و تعامل انسان با کامپیوتر (HCI) است. از ان برای توصیف اجرای زنده که با واسطه کامپیوتر انجام می شود، استفاده می شود - یک رویداد هماهنگ و شاهد زمانی که برای هر مدت زمان و در هر مکان با استفاده از ابزارهای تکنولوژیکی رخ می دهد. هنر زنده دیجیتال از روش‌ها، ابزارها و نظریه‌های HCI بهره می برد تا به طراحی و ارزیابی تجربیات هنر زنده دیجیتال کمک کند و آنها را تحلیل کند.

## تئوری
مفهوم مرکزی در درک هنر زنده دیجیتال، مفهوم قالب گذاری اجرا(علوم اجتماعی) است. این مفهوم اولین بار توسط گریگوری بیتسون شناسایی شد،و به عنوان یک زمینه شناختی توصیف می‌شود که در آن تمام قوانین رفتار، نمادها و تفسیر آن‌ها به یک فعالیت خاص در چارچوب خود محدود می‌شوند.این مفهوم از آن زمان به‌طور گسترده در مردم‌نگاری توسط اروینگ گافمن در بحث‌هایش درباره برخوردهای چهره به چهره در ساختارهای گفتمانی روزمره، در رویدادهای نمایشی و آیینی؛  رویدادها و جشنواره‌های ورزشی، پدیده های گذرا استفاده شده است.(همچنین ببینید:)
کار گافمن از مفهوم قاب‌گذاری اجرا، به طور کلی به معنای یک زمینه ساختگی است که در حدود آن عمل‌گرایی فردی و تعامل اجتماعی انسان داخل آن صورت می‌گیرد.به عنوان مثال، یک قاب تئاتری،(  صفحات 124-155)شامل ساخت یک قاب سطح بالاتر بر روی یک «چارچوب اولیه» است، یعنی واقعیتی است که خیال در آن صورت می‌گیر.در این مثال، بازیگران نقش می‌پذیرند،تماشاگران اعتقادات خود را معلق می‌کنند و رویدادها معنای خود را تغییر می‌دهند (به عنوان مثال، استفاده از یک تلفن همراه در عموم با استفاده از آن در یک تئاتر را مقایسه کنید.) علاوه بر این، فریم‌ها موقتی هستند، به این معنی که شروع و پایان خاصی دارند. در حالی که بسیاری از نظریه پردازان استدلال می کنند که تمام تعاملات اجتماعی ممکن است از منظر  ترکیب بندی دراماتیک دیده شود به عبارت دیگر همه تعاملات اجتماعی روزمره به هر نحوی به شکل نمایش درآید . نظریه‌پردازان هنر زنده دیجیتال اغلب با هدف همسو کردن کار خود با ریچارد شکنر، تحلیل خود را به شکل‌های «بسته‌شده» و پایدارتر نظیر نمایش را محدود می‌کنند،به‌طوری‌که چارچوب‌بندی عملکرد به‌عنوان فعالیتی تعریف می‌شود که در چارچوب مورد نظر «توسط یک فرد یا گروه» که دانش تثبیت‌شده‌ای درباره چارچوب دارند، و «در حضور و برای فرد یا گروه دیگری» انجام می‌شود. پس چارچوب‌های اجرا، عمدی، زمانی و برای مخاطب هستند.

## روشها و ابزارها
هدف از تعامل در هنر زنده دیجیتال فراتر از روش ها و تئوری سنتی HCI است که بر قابلیت استفاده، عملکرد و کارایی تمرکز دارد.مدل‌های HCI و CSCW اغلب بر فعالیت‌های محل کار و وظایف، ابداعات و اهداف آن‌ها تمرکز دارند.این تحقیق اغلب به درک بهتری از چگونگی افزایش کارایی در محیط کار با ارائه رابط های کارآمدتر و قابل استفاده تر منجر می شود. برای مثال می توان با یک تست کاربرد پذیری یا تحلیل تکلیف در مورد نحوه استفاده یک دی جی از دیسک های خود انجام داد و سپس می توان از این اطلاعات برای طراحی یک سیستم کارآمدتر استفاده کرد.
با این حال، مدل‌های HCI سنتی کمک بسیاری به ما در این زمینه نمی‌کنند که چگونه رابطه مجری-مخاطب با توجه به تمایل کاربران برای تعامل با سیستم، توسعه پیدا کند.هدف از هنر دیجیتال زنده این نیست که که سیستم‌های "قابل استفاده" بسازد، بلکه این است که اجازه بدهد "انتقال‌های مشارکتی"انتقال‌هایی بین "آگاه و بی‌آگاه"، بین مشاهده و مشارکت، بین مشارکت و اجرا رخ دهد. از آنجا که هدف از سیستم‌های هنر دیجیتال زنده "واسطه‌سازی آگاهی" است به جای تعامل متمرکز بر وظیفه، برنامه‌های کاربردی بسیاری از مدل‌ها، چارچوب‌ها و روش‌های HCI برای تجزیه و تحلیل و ارزیابی هنر دیجیتال زنده، کافی نمی‌شوند.

## مدل سه گانه عملکرد
شریدن ابتدا مدل "سه گانه عملکرد" را برای تحلیل "تعامل سه گانه" - تعامل بین مشاهده‌کنندگان، مشارکت‌کنندگان و اجرا‌کنندگان، معرفی کرد. در مدل سه گانه عملکرد، تعامل سه گانه به فناوری بستگی دارد و به زمینه و محیط مربوط می‌شود. ریوز و همکاران، تمایزی بین یک اجرا کننده و یک تماشاگر و چگونگی رابطه انتقال آنها به واسطه، واسطه ایجاد می کنند.

## روش رسمی
دیکس و شریدن روشی رسمی برای تجزیه و تحلیل «تعامل اجرایی» در هنر زنده دیجیتال معرفی کردند. این روش رسمی یک تکنیک ریاضی برای ساختارشکنی تعامل بین تماشاگران و ناظران آگاه و ناآگاه، شرکت‌کنندگان در اجرا و خود اجراکنندگان ارائه می‌کند. این کار تلاش می‌کند تا برخی از ویژگی‌های اساسی تعامل اجرایی را در مقابل پس‌زمینه‌ای از تحلیل جامعه‌شناختی به منظور درک بهتر اینکه چگونه رابط‌های کامپیوتری ممکن است از عملکرد پشتیبانی می‌کند رسمی کند. این کار نشان می دهد که چگونه می توان از این رسمی سازی عمومی در ساختارشکنی، تجزیه و تحلیل و درک کنش اجرایی و به طور گسترده تر در اجرای زنده استفاده کرد.
1. ↑  Gregory, Ian; Atkinson, Paul; Hardie, Andrew; Joulain-Jay, Amelia; Kershaw, Daniel; Porter, Catherine; Rayson, Paul; Rupp, CJ (2016-04). "From Digital Resources to Historical Scholarship with the British Library 19th Century Newspaper Collection". Journal of Siberian Federal University. Humanities & Social Sciences. 9 (04): 994–1006. doi:10.17516/1997-1370-2016-9-4-994-1006. ISSN 1997-1370. {{cite journal}}: Check date values in: |date= (help)
2. ↑  Bateson, G. (1955). A Theory of Play and Fantasy. Psychiatric research reports, 2, 39-51.
3. ↑  Tannen, D. Framing in Conversational Structures. Cambridge University Press, Cambridge, 1993.
4. ↑  Schechner, R. The Future of Ritual, Writings on Culture and Performance. Routledge, New York, 1993.
5. 1 2  Turner, V. From Ritual to Theatre: The Human Seriousness of Play. PAJ Publications, New York, 1982.
6. ↑  d’Aquili, E., Laughlin, C. D., and McMannus, J. editors. The Spectrum of Ritual jacks . Columbia University Press, 1979.
7. ↑  Rush, M. Security art. Journal of Performance and Art - PAJ, 26(1):113–115, January 2004.
8. 1 2  E. Goffman. Frame Analysis: An Essay on the Organization of Experience. Harper and Row, 1974.
9. ↑  R. Schechner. Performance Theory. Routledge, 1988
10. ↑  Benford, S., Crabtree, A., Reeves, S., Flintham, M., Drozd, A., Sheridan, J.G., Dix, A. The frame of the game: Blurring the boundary between fiction and reality in mobile experiences. In Proceedings of SIGCHI Conference on Human Factors in Computing Systems (CHI), April 2006